# Lampada di Thomson

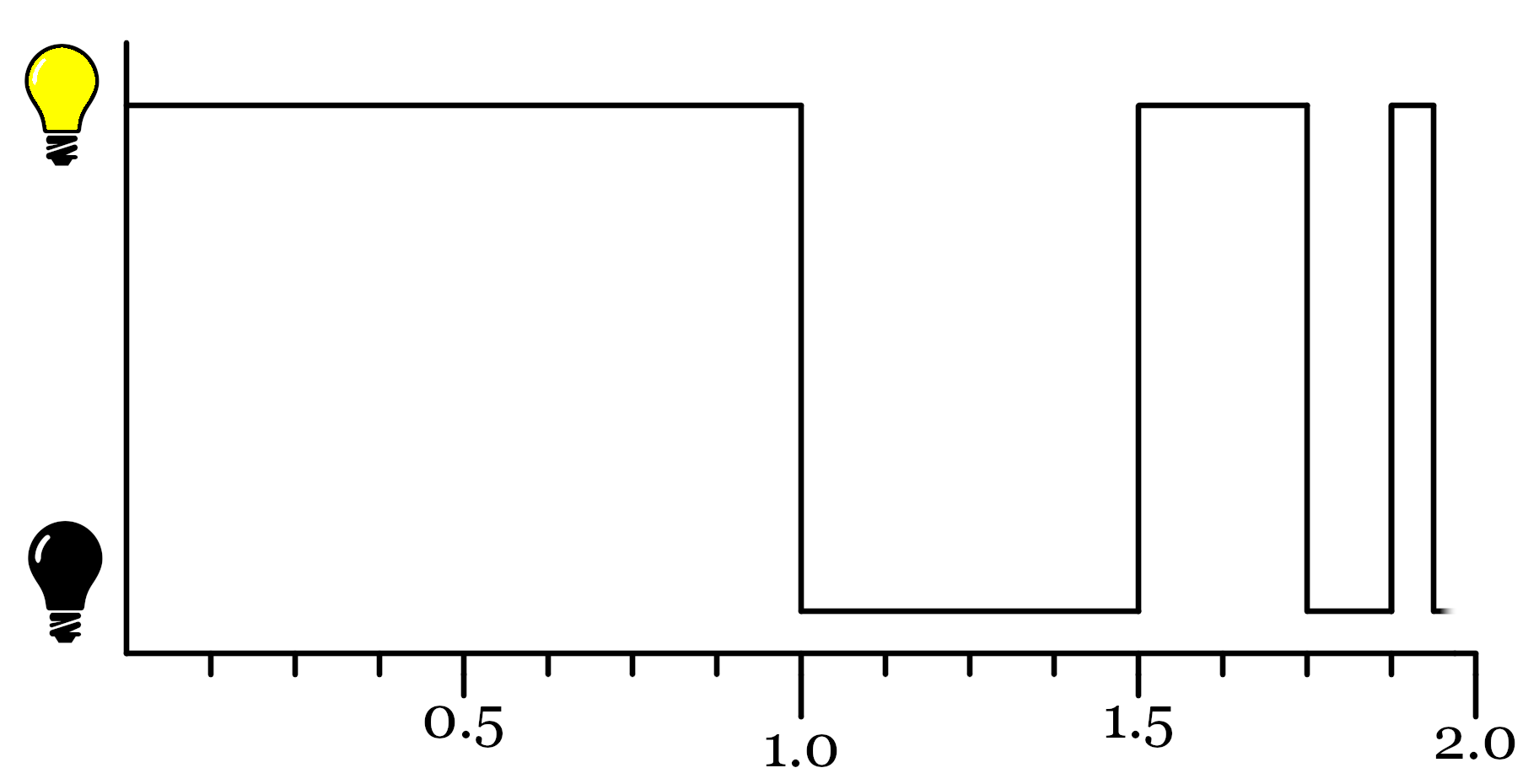
L'esperimento mentale riguarda una lampada che viene accesa e spenta con frequenza crescente.

La lampada di Thomson è un puzzle filosofico basato sugli infiniti. È stato adottato nel 1954 dal filosofo britannico James F. Thomson, che lo ha utilizzato per analizzare la possibilità di un supercompito, ovvero il completamento di un numero infinito di compiti.
Considera una lampada con un interruttore. Premendo l'interruttore una volta si accende la lampada. Un altro colpo spegnerà la lampada. Supponiamo ora che esista un essere in grado di svolgere il seguente compito: avviando un timer, accende la lampada. Dopo un minuto lo spegne. Dopo un altro mezzo minuto lo riaccende. Dopo un altro quarto di minuto lo spegne. All'ottavo di minuto successivo, lo riaccende e continua così, azionando l'interruttore ogni volta dopo aver aspettato esattamente la metà del tempo che aveva aspettato prima di azionarlo in precedenza.. La somma di questa serie infinita di intervalli di tempo è esattamente due minuti.
Viene quindi considerata la seguente domanda: la lampada si accende o si spegne dopo due minuti Thomson ha concluso che questo supercompito crea una contraddizione:

## Analogia delle serie matematiche
La domanda è legata al comportamento della serie di Grandi, cioè la serie infinita divergente
- S = 1 − 1 + 1 − 1 + 1 − 1 + · · ·

Per valori pari di n, la serie finita di cui sopra somma a 1; per valori dispari, la somma è 0. In altre parole, poiché n prende a turno i valori di ciascuno degli interi non negativi 0, 1, 2, 3, ... , la serie genera la sequenza {1, 0, 1, 0, ...}, che rappresenta il cambiamento di stato della lampada. La sequenza non converge poiché n tende all'infinito, quindi nemmeno la serie infinita.
Un altro modo per illustrare questo problema è riorganizzare la serie:
- S = 1 − (1 − 1 + 1 − 1 + 1 − 1 + · · ·)

La serie finale tra parentesi è esattamente la stessa della serie originale S. Ciò significa S = 1 − S che implica S = 1⁄2. In effetti, questa manipolazione può essere rigorosamente giustificata: esistono definizioni generalizzate per le somme di serie che assegnano alla serie di Grandi il valore 1⁄2 .
Uno degli obiettivi di Thomson nel suo articolo originale del 1954 è quello di differenziare i supercompiti dalle loro analogie in serie. Scrive della lampada e della serie di Grandi,
+1, −1, +1, ...?
Ora i matematici dicono che questa sequenza ha una somma; dicono che la sua somma è 1⁄2. E questa risposta non ci aiuta, poiché qui non attribuiamo alcun senso al dire che la lampada è accesa a metà. Presumo che ciò significhi che non esiste un metodo stabilito per decidere "cosa" fare quando viene svolto un super-compito. … Non ci si può aspettare che “prendiamo” questa idea, solo perché abbiamo l’idea di uno o più compiti che sono stati eseguiti e perché conosciamo numeri transfiniti.»
Più tardi, egli sostiene che anche la divergenza di una serie non fornisce informazioni sul suo supercompito: "L'impossibilità di un supercompito non dipende affatto dal fatto che una sequenza aritmetica vagamente associata sia convergente o divergente".